# Antal Jancsó
Antal Jancsó, né le 28 octobre 1934 à Budapest et mort le 3 mars 2023, est un joueur de tennis hongrois.

## Carrière
Antal Jancsó atteint les huitièmes de finale en simple à Roland-Garros en 1958 après des victoires sur Bobby Wilson et Naresh Kumar.
Principalement actif à la fin des années 1950, il réalise sa meilleure saison en 1957 en s'adjugeant des titres à Nice, Beaulieu-sur-Mer et Monte-Carlo lors de la Coupe Macomber. En 1958, il bat Budge Patty en finale du tournoi du Touquet. Il est aussi quart de finaliste du championnat d'Allemagne et remporte le tournoi de Rome en double avec Kurt Nielsen.
Il joue avec l'équipe de Hongrie de Coupe Davis lors de quatre rencontres en 1953 et 1954.

## Palmarès (partiel)

### Titre en double messieurs
| No | Date | Nom et lieu du tournoi       | Catégorie | Surface      | Partenaire   | Finalistes           | Score                    |  |
| -- | ---- | ---------------------------- | --------- | ------------ | ------------ | -------------------- | ------------------------ |  |
| 1  | 1958 | Internationaux d'Italie Rome |           | Terre (ext.) | Kurt Nielsen | Luis Ayala Don Candy | 8-10, 6-3, 6-2, 1-6, 9-7 |  |